# Cleptometopus invitticollis
Cleptometopus invitticollis är en skalbaggsart som beskrevs av Stefan von Breuning 1958. Cleptometopus invitticollis ingår i släktet Cleptometopus och familjen långhorningar. Inga underarter finns listade i Catalogue of Life.